# James Irwin

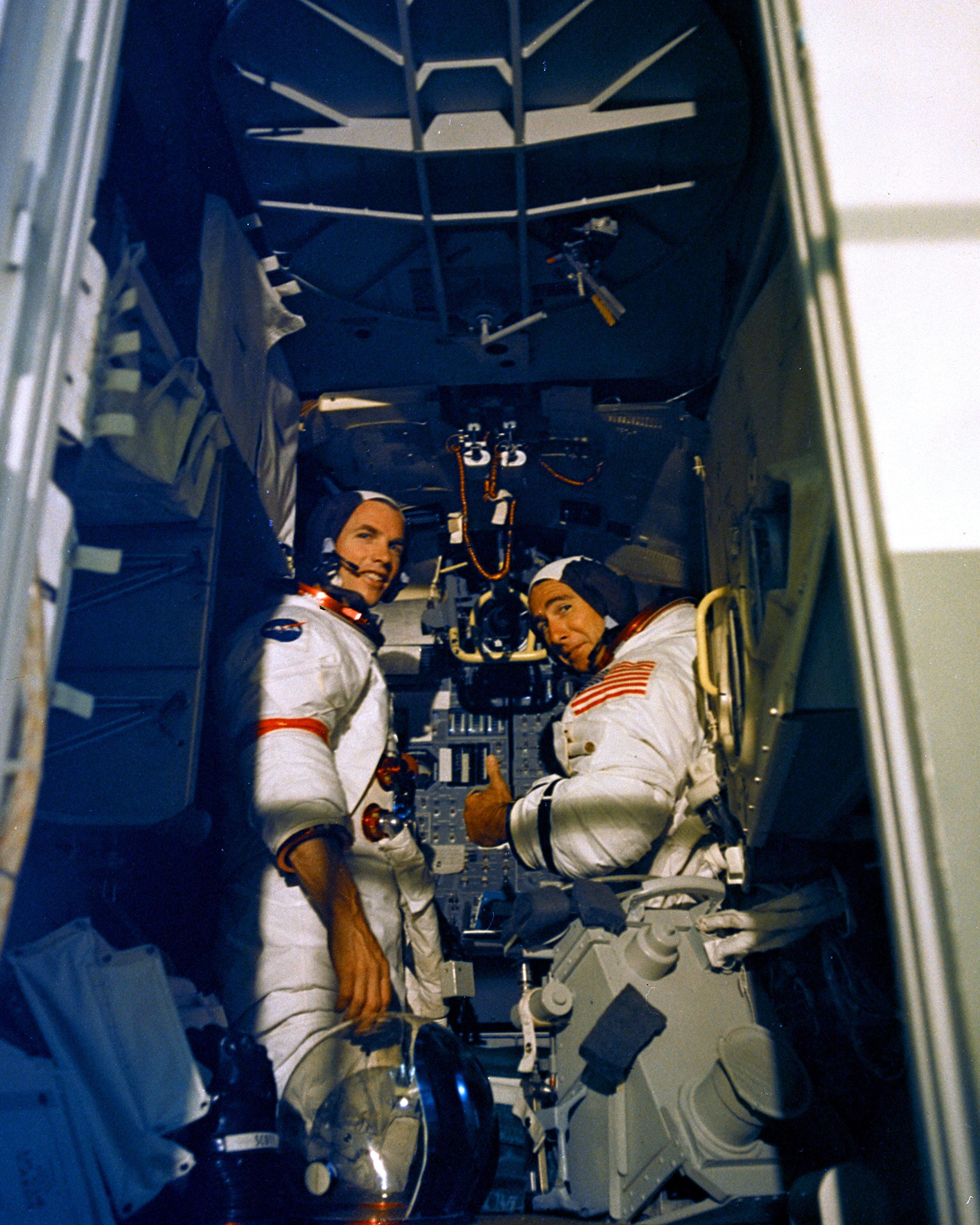
David Scott i James Irwin podczas treningu
w symulatorze lądownika księżycowego LM

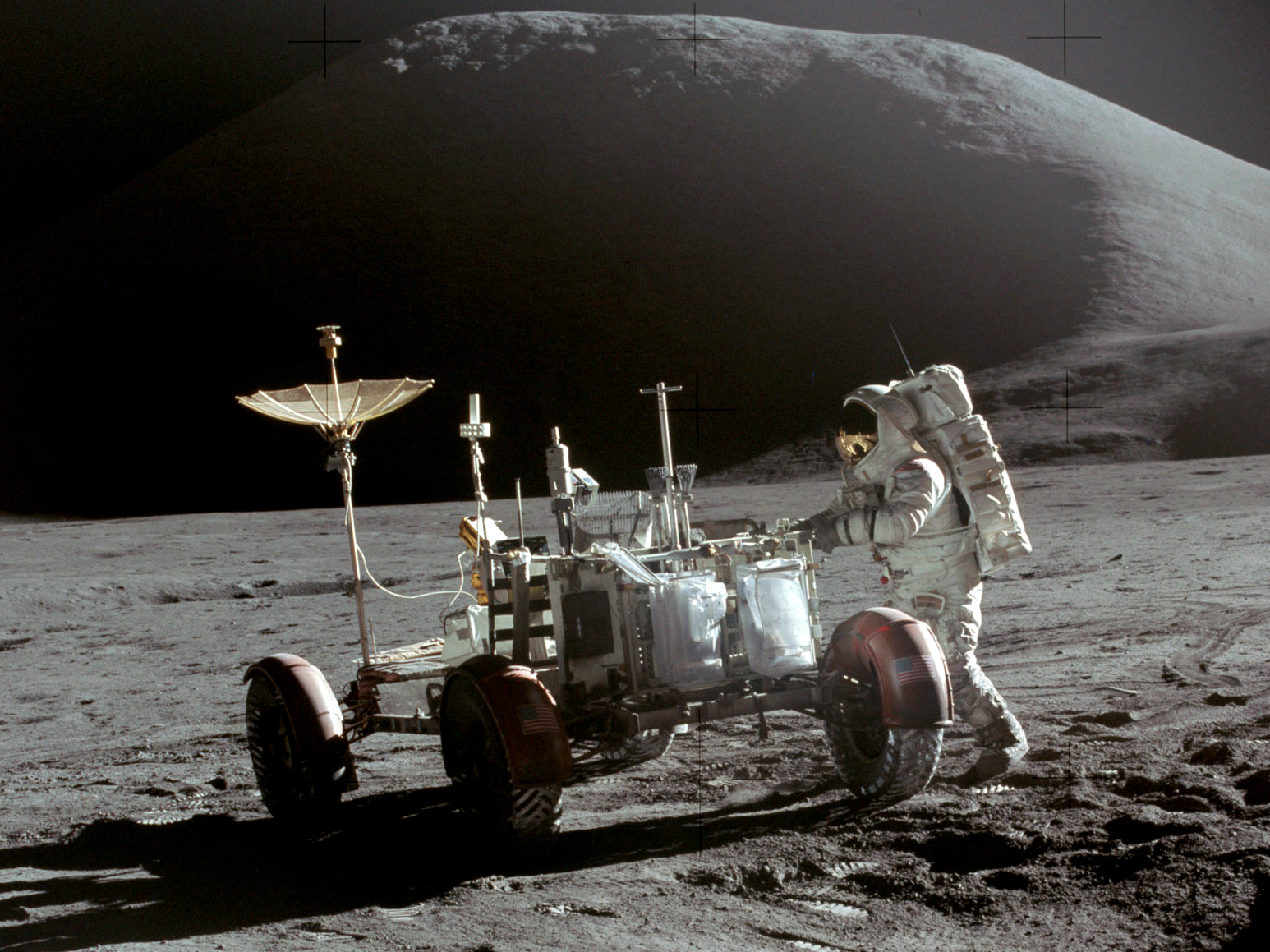
James Irwin przy pojeździe LRV

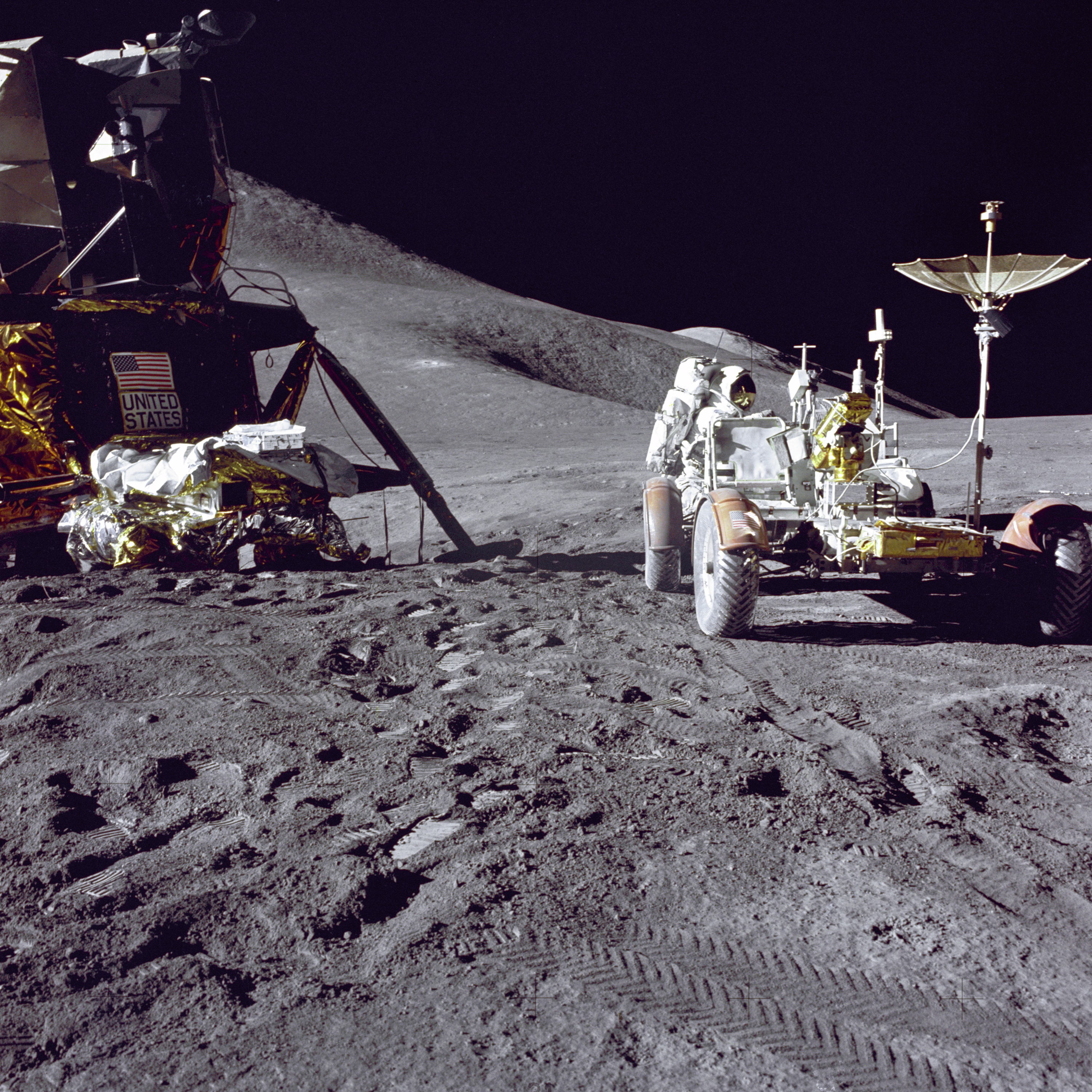
James Irwin podczas załadunku sprzętem naukowym pojazdu LRV

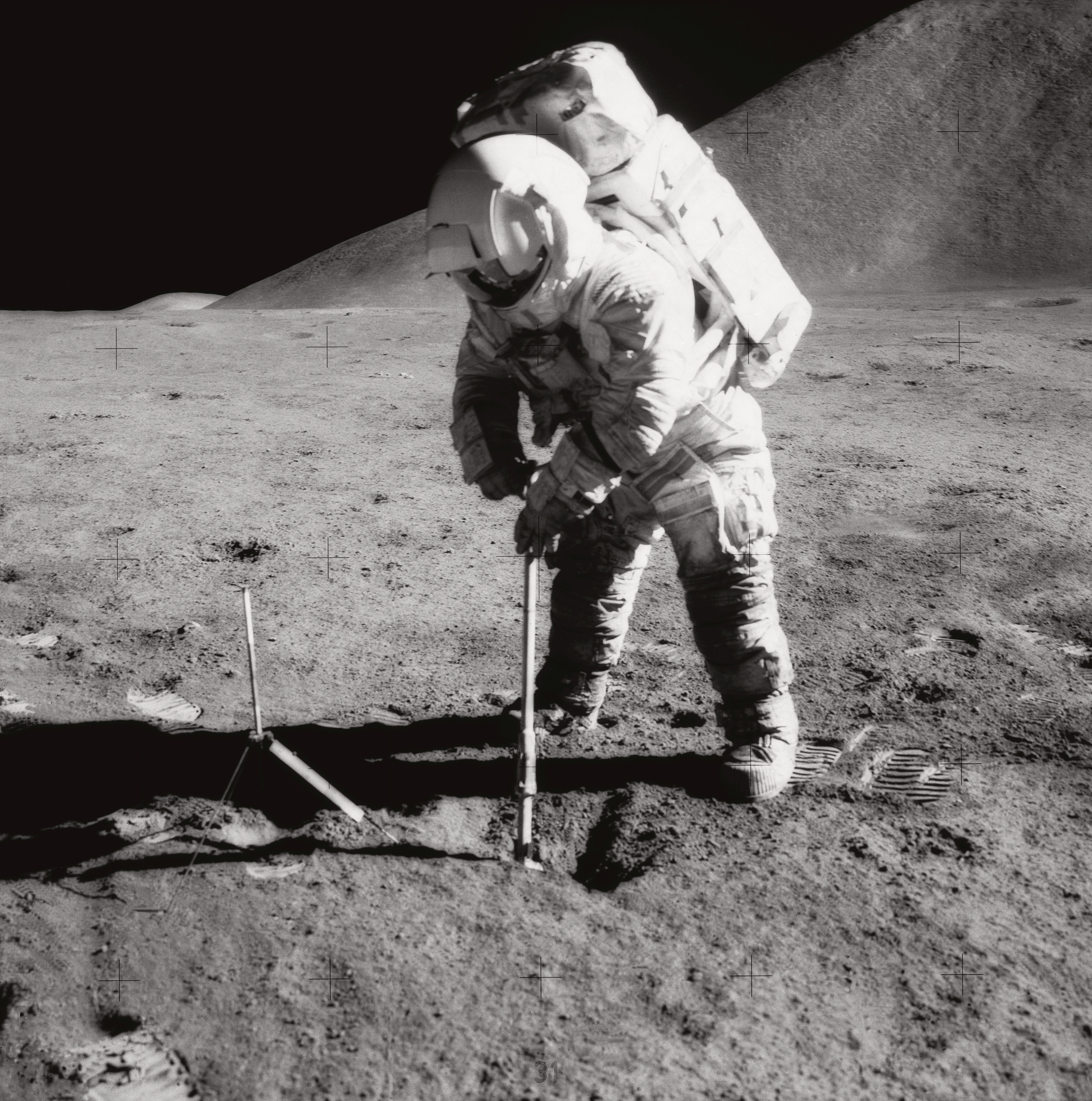
Jamies Irwin pobiera próbki gruntu za pomocą specjalnego przyrządu ułatwiającego to zadanie

James Benson Irwin (ur. 17 marca 1930 w Pittsburghu, zm. 8 sierpnia 1991 w Glenwood Springs w stanie Kolorado) – amerykański astronauta, pułkownik United States Air Force. Ósmy człowiek, który stanął na powierzchni Księżyca.

## Wykształcenie oraz służba wojskowa
- 1947 – ukończył średnią szkołę (East High School) w Salt Lake City.
- 1951 – został absolwentem Akademii Marynarki Wojennej Stanów Zjednoczonych, otrzymując licencjat. W tym samym roku wstąpił do Sił Powietrznych. Szkolenie lotnicze odbył w bazach Hondo i Reese w Teksasie. Po jego zakończeniu służył jako pilot myśliwców.
- 1957 – uzyskał stopień magistra inżynierii lotniczej i nawigacji na Uniwersytecie Michigan.
- 1957–1960 – brał udział w lotach doświadczalnych naddźwiękowego myśliwca przechwytującego YF-12A w bazie Edwards w Kalifornii oraz próbach pocisku rakietowego AIM-47 w bazie Wright-Patterson w Ohio.
- 1960–1961 – ukończył wojskową szkołę dla pilotów eksperymentalnych (Experimental Flight Test Pilot School) w bazie Edwards.
- Grudzień 1963 – ukończył kurs w szkole wojskowych pilotów doświadczalnych (Air Force Aerospace Research Pilot School) w bazie Edwards.
- Ponadto ukończył kurs dla młodszych oficerów w Squadron Officer School. Został również absolwentem Air Command and Staff College.
- Przed przystąpieniem do Korpusu Astronautów NASA był szefem wydziału zamówień specjalnych (Advanced Requirements Branch) w Sztabie Dowództwa Obrony Przeciwlotniczej.
- Lipiec 1972 – przeszedł do rezerwy w stopniu pułkownika.

Jako pilot wylatał 7015 godzin, z czego 5300 na samolotach z napędem odrzutowym.

## Kariera astronauty
- 1963 – uczestniczył w trzecim naborze astronautów NASA. Został jednym z 34 finalistów. Po badaniach medycznych nie został jednak zakwalifikowany z uwagi na obrażenia odniesione w wypadku lotniczym w 1961 (złamanie obu nóg i wstrząśnienie mózgu).
- 4 kwietnia 1966 – zakwalifikował się do piątej grupy astronautów NASA (NASA 5(inne języki)).
- 1 czerwca 1968 – był członkiem dwuosobowej załogi wyznaczonej do pierwszych prób ciśnieniowych (LM Test Article 8 – LTA-8) modułu księżycowego LM.
- 1969 – należał do załogi wspierającej podczas misji Apollo 10. Został włączony do załogi rezerwowej lotu Apollo 12 i podstawowej – Apollo 15 (jako pilot modułu księżycowego).
- 27 lipca – 7 sierpnia 1971 – uczestniczył w wyprawie statku kosmicznego Apollo 15.
- Sierpień 1971 – otrzymał przydział do załogi rezerwowej ekspedycji Apollo 17.
- Maj 1972 – został trwale odsunięty od udziału w lotach kosmicznych wskutek skandalu wywołanego faktem sprzedaży przez astronautów z załogi Apolla 15 blisko czterystu okolicznościowych kopert ze znaczkami, które bez wiedzy NASA ostemplowali podczas pobytu na Księżycu.
- Lipiec 1972 – odszedł z NASA.

### Apollo 15
Podczas misji Apollo 15, która trwała od 26 lipca do 7 sierpnia 1971, był pilotem modułu księżycowego „Falcon”. Pozostałymi członkami wyprawy byli: David Scott – dowódca misji i Alfred Worden – pilot modułu dowodzenia „Endeavour”. 30 lipca 1971 Scott i Irwin wylądowali na Srebrnym Globie w rejonie tzw. szczeliny Hadleya, w okolicach księżycowych Apeninów. Astronauci po raz pierwszy byli wyposażeni w  pojazd LRV, który umożliwiał im poruszanie się po powierzchni Księżyca. Dzięki niemu pokonali trasę liczącą ponad 27 km podczas trzech spacerów księżycowych. Przebywali ponad 18 godzin poza modułem LM: 31 lipca – ponad sześć i pół, 1 sierpnia – ponad siedem i 2 sierpnia – blisko pięć. 67 godzin po lądowaniu na Księżycu astronauci wystartowali w drogę powrotną do modułu „Endeavour”, zabierając ze sobą próbki gruntu o łącznej masie 77 kg i ponad 1000 fotografii.
7 sierpnia kapsuła Apollo 15 wodowała na Oceanie Spokojnym niespełna 2 km od jednostki ratowniczej – uderzeniowego okrętu desantowego USS „Okinawa”.

## Po opuszczeniu NASA
- Po odejściu z NASA założył w Colorado Springs organizację religijną High Flight Foundation, której przewodniczył.
- W latach 80. XX wieku prowadził sześć wypraw na górę Ararat w poszukiwaniu Arki Noego. Twierdził, że z kosmosu dostrzegł jej fragment w tamtym rejonie. Jednakże podjęte ekspedycje nie potwierdziły jego obserwacji.
- Dwukrotnie odwiedził Polskę. Pierwszy raz w 1972[1] i ponownie w 1990[2].

## Śmierć
8 sierpnia 1991 zmarł na zawał serca w szpitalu w Valley View w Glenwood Springs w Kolorado. Został pochowany na Cmentarzu Narodowym w Arlington.

## Odznaczenia i nagrody
- Air Force Distinguished Service Medal
- Air Force Commendation Medal – dwukrotnie
- Air Force Outstanding Unit Award
- NASA Distinguished Service Medal
- Command Pilot Astronaut Wings
- United Nations Peace Medal
- Order Leopolda (Belgia, 1971)
- AIAA Haley Astronautics Award (1972)
- Universal Astronaut Insignia za lot orbitalny (nr 55, pośmiertnie) – Stowarzyszenie Uczestników Lotów Kosmicznych (Association of Space Explorers(inne języki))[3]

## Publikacje książkowe
- To Rule The Night (1973) – autobiografia
- More Than Earthlings (1983)
- More Than an Ark on Ararat (1985)
- Destination Moon (1989)

## Dane lotu
| Lot kosmiczny, w którym uczestniczył James B. Irwin                     | Lot kosmiczny, w którym uczestniczył James B. Irwin | Lot kosmiczny, w którym uczestniczył James B. Irwin | Lot kosmiczny, w którym uczestniczył James B. Irwin | Lot kosmiczny, w którym uczestniczył James B. Irwin | Lot kosmiczny, w którym uczestniczył James B. Irwin |
| Data startu                                                             | Data lądowania                                      | Statek kosmiczny                                    | Funkcja                                             | Czas trwania                                        |                                                     |
| ----------------------------------------------------------------------- | --------------------------------------------------- | --------------------------------------------------- | --------------------------------------------------- | --------------------------------------------------- | --------------------------------------------------- |
| 26 lipca 1971                                                           | 7 sierpnia 1971                                     | Apollo 15                                           | Pilot modułu księżycowego                           | 12 dni 7 godzin 11 minut i 53 sekundy               |                                                     |
| Łączny czas spędzony w kosmosie — 12 dni 7 godzin 11 minut i 53 sekundy |                                                     |                                                     |                                                     |                                                     |                                                     |